# L’Escale
L’Escale település Franciaországban, Alpes-de-Haute-Provence megyében. Lakosainak száma 1402 fő (2022. január 1.). L’Escale Barras, Château-Arnoux-Saint-Auban, Malijai, Les Mées, Mirabeau és Volonne községekkel határos.

## Népesség
A település népességének változása:
| Lakosok száma | 570  | 948  | 1100 | 1235 | 1369 | 1408 | 1389 | 1371 | 1378 | 1402 |
|               | 1968 | 1982 | 1990 | 2006 | 2013 | 2015 | 2017 | 2019 | 2020 | 2022 |